# 馬昆奴斯 (2003年)
馬高斯·維尼修斯·奧利華拉·阿倫卡爾（葡萄牙語：Marcus Vinicius Oliveira Alencar，2003年4月7日—），又名馬昆奴斯（葡萄牙語：Marquinhos），是一名巴西職業足球運動員，曾為巴西甲組足球聯賽聖保羅足球會青訓產品，於去年7月進入一隊，以18歲之齡處子登場，合共為聖保羅出場33次。現效力於巴甲球隊高士路，他擔任右翼球員。

## 球會生涯

### 聖保羅
2021年7月11日，馬昆奴斯為聖保羅首次亮相職業比賽，在第78分鐘替補，主場1-0戰勝巴伊亞州，屬於2021年贏得聖保羅州聯賽冠軍的成員。

### 阿仙奴
2022年6月13日，馬昆奴斯與阿仙奴簽訂了一份長期合同。然而，英格蘭超級足球聯賽的狼隊足球會隊正在考慮對馬昆奴斯和聖保羅採取法律行動，因為馬昆奴斯在加入阿仙奴之前已經與他們簽署了合同前協議。
他曾入選巴西U16、U17隊。